# Egtved

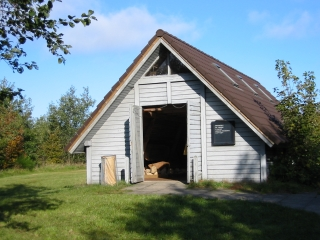
Museum über das Egtved-Mädchen

Egtved ist eine dänische Stadt mit 2436 Einwohnern (Stand 1. Januar 2023). Sie liegt in der Vejle Kommune der Region Syddanmark. Bis zur Kommunalreform 2007 war Egtved Sitz der gleichnamigen Kommune mit 15.300 Einwohnern und gehörte dem Vejle Amt an. Die Egtved Kommune ging größtenteils in die neue Vejle Kommune über, teilweise jedoch auch in die Kolding Kommune.
Egtved liegt in einer hügeligen Landschaft, die durch Moränen geprägt wurde. Etwa drei Kilometer im Nordwesten Egtveds liegt das Grab des bronzezeitlichen Mädchen von Egtved, das der Bauer Peder Platz 1921 fand, als er die Reste eines Grabhügels räumen wollte. Der Grabhügel ist inzwischen rekonstruiert worden. In unmittelbarer Nähe befindet sich die kleine Ausstellung „Egtved Pigens Grav“. Egtved hat eine romanische Kirche von 1170. Unweit der Stadt liegt Nybjerg Mølle, eine ehemalige Wassermühle.

## Verkehr
Die Bahnstrecke Kolding-Egtved wurde am 31. März 1930 stillgelegt. Seitdem ist Egtved nicht mehr an das dänische Eisenbahnnetz angeschlossen.
Egtved liegt an den Straßen 176 und 417. 19 Kilometer von Egtved entfernt liegt Billund (Legoland und Legowerke, Flughafen), je etwa 20 Kilometer beträgt der Abstand zu den Städten Kolding und Vejle.